# Saulcy (Aube)
Saulcy – miejscowość i gmina we Francji, w regionie Grand Est, w departamencie Aube.
Według danych na rok 1990 gminę zamieszkiwały 82 osoby, a gęstość zaludnienia wynosiła 7 osób/km².

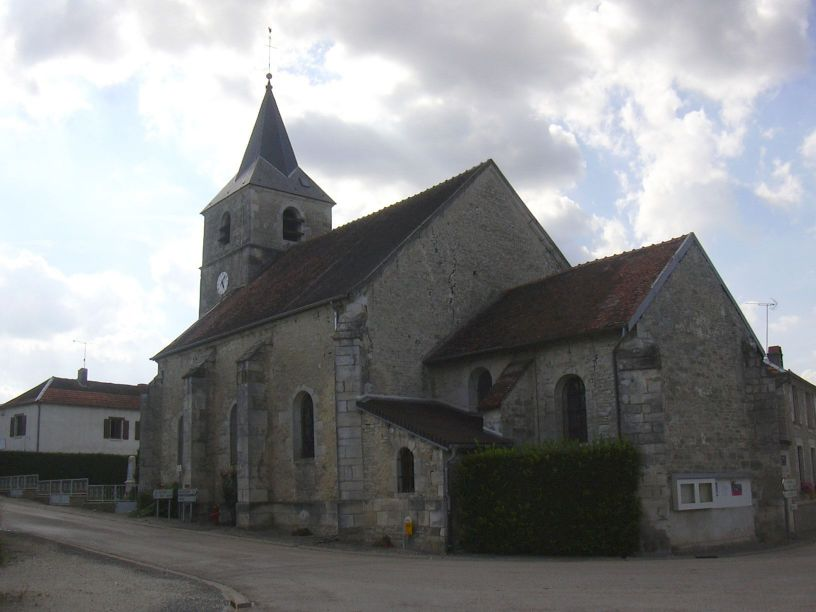
Kościół w Saulcy, 2005